# Lissotestella caelata
Lissotestella caelata är en snäckart som först beskrevs av Powell 1937.  Lissotestella caelata ingår i släktet Lissotestella och familjen Skeneidae. Inga underarter finns listade i Catalogue of Life.